# Codere
Categoría:Wikipedia:Artículos sin coordenadas
Codere —  оператор азартных игр с присутствием в Испании, Италии, Аргентине, Мексике, Панаме, Колумбии и Уругвае . 
19 октября 2007 года компания начала торговаться на Мадридской фондовой бирже под титром CDR. 

## История
Семья Мартинес Сампедро, группа по управлению игровыми автоматами, и братья Франко, владельцы Recreativos Franco, одного из самых важных производителей игровых автоматов в Испании, основали Codere в Мадриде в 1980 году. Codere начал свою деятельность с развлекательных автоматов и вскоре после консолидации бизнеса начал расширяться по всей Латинской Америке и решил диверсифицировать свою деятельность в другие области, такие как букмекерские залы, залы для игры в бинго и казино.
В последующие годы Codere расширилась географически и приобрела различные компании, казино и ипподромы, что позволило ей консолидироваться и стать сильнее в финансовом плане. В 2008 году Codere стала первой компанией, открывшей физический букмекерский зал в Испании. 
С 2014 года у Codere возникли серьезные финансовые проблемы, которые привели в 2016 году к глубокой реструктуризации собственных средств группы, открытию доступа ее кредиторам и увеличению капитала на 495 миллионов евро. 
В июле 2020 года его совет директоров избежал банкротства компании, получив 200 миллионов евро от различных фондов-стервятников, в свою очередь кредиторов и держателей облигаций группы. Codere, чьи последние рейтинги поместили его на уровень мусорных облигаций, за последние годы столкнулся с падением своей рыночной капитализации с более чем 1 000 миллионов евро до менее чем 200 в том же году. 
С момента основания компания претерпела значительные изменения в составе акционеров. В конце 2020 года более 70% капитала находилось в руках различных иностранных инвестиционных фондов, при этом Мартинес Сампедро сохранил за собой лишь 14%. 

## Операции
С момента основания компании в 1980 году Codere имеет тысячи игровых терминалов, игровых комнат, ипподромов, букмекерских контор и онлайн-игр по всему миру.
Работает более 57 лет. 130 машин и имел более 29 500 киосков для игры в бинго и более 7700 терминалов для ставок на спорт в Латинской Америке, Испании и Италии через точки продаж, в том числе 148 игровых комнат, 1119 игровых автоматов, почти 10 000 баров, 602 тотализатора и 4 ипподрома . Компания также занимается разработкой онлайн-игр.
Из-за пандемии COVID-19 в 2020 году компания была вынуждена закрыть все свои игровые залы в разных странах, в которых она работает, применив ERTE в Испании для более чем 1300 сотрудников, чтобы сократить расходы. 

### Испания
Компания Codere родом из Испании. В 2016 году компания Codere заняла 30% рынка и разработала собственную игровую платформу. В том же году Codere заключил спонсорское соглашение с ФК «Реал Мадрид» в качестве официального букмекера на следующие три сезона.

### Мексика
Codere зашёл в Мексику в 1998 году после подписания альянсов с CIE и Grupo Caliente.
Открытие заведений стало возможным благодаря семи разрешениям, выданным компании компетентным федеральным органом, которыми была разрешена установка игровых терминалов и открытие игровых залов, тотализаторов и ипподрома. Кодере достиг 19607 игровых терминалов, 92 заведения, 89 букмекерских контор и ипподром в Мехико .

### Колумбия
Она начала свою деятельность в Колумбии в 1984 году и стала крупнейшим оператором развлекательных автоматов в стране.

### Аргентина
Codere присутствует в частном игорном секторе Аргентины, где управляет игровыми терминалами и залами для игры в бинго. Codere Argentina была компанией с самым большим количеством залов для игры в бинго в провинции Буэнос-Айрес, поскольку в общей сложности у нее было 14 действующих залов и более 6000 игровых автоматов.

### Италия
Codere начал свою деятельность в Италии в 2001 году, управляя залами Operbingo. Впоследствии Codere приобрела и другие залы для игры в бинго.

### Уругвай
В Уругвае Кодере присутствует в столице Монтевидео, а также на его окраинах в качестве управляющего ипподромом Маронас . Компания превратила ипподром в развлекательный центр, объединив скачки с играми в казино, такими как игровые автоматы и азартные игры.

### Панама
Компания управляет широким спектром предприятий, включая игровые терминалы, казино, букмекерские конторы и ипподром. В 2016 году компания отметила 60-летие ипподрома Президенте Ремон, единственного ипподрома во всей Центральной Америке. 

## использованная литература
1. ↑  https://www.codere.es/
2. ↑  https://www.codere.com.co/
3. ↑  https://www.codere.mx/
4. ↑  https://www.codere.pa/
5. ↑  https://www.codere.bet.ar/
6. ↑  Pozuelo, Diario de. Codere una de cal y otra de arena (исп.). DIARIO DE POZUELO (27 октября 2020). Дата обращения: 25 ноября 2020.
7. ↑  Codere saldrá a Bolsa el 25 de octubre a un precio entre 21 y 26 euros (исп.). 5 октября 2007. Архивировано 10 июля 2020. Дата обращения: 25 ноября 2020.
8. ↑  Fernando Miñana. Apuesta ganadora. Laverdad.es (10 января 2017). Дата обращения: 24 января 2022. Архивировано 1 ноября 2018 года.
9. ↑  Codere finaliza su reestructuración, que da entrada en su capital a los acreedores. Eleconomista.es (29 апреля 2016). Дата обращения: 24 января 2022. Архивировано 24 января 2022 года.
10. 1 2  Agustín Marco. Codere gana su apuesta más difícil al conseguir 200 millones de sus bonistas. Elconfidencial.com (6 июля 2020). Дата обращения: 24 января 2022. Архивировано 24 января 2022 года.
11. ↑  Alberto Sanz. ¿Quién está detrás de las casas de apuestas en España? vozpopuli.com (19 января 2020). Дата обращения: 24 января 2022. Архивировано 28 июля 2020 года.
12. ↑  Marcos Thils. Hipódromo Presidente Remón celebra 61 años de fundación. La Estrella de Panamá (12 июля 2017). Дата обращения: 24 января 2022. Архивировано 24 января 2022 года.

- Официальный сайт Codere Group
- Официальный блог Codere Испания
- Официальный блог Codere Colombia